# なぎら健造
なぎら健造（なぎら けんぞう）は、日本のAV監督。ドラマAVメーカーNAGIRA代表。なぎら塾主宰。ドラマAV寝取られものブームの先駆者的存在。なぎら監督作品「夫の目の前で犯されて」約190本「あなた許して…」210本はAV作品のシリーズ発売本数、発売期間と共に他に例を見ない。

## 略歴
- 神奈川県出身
- 多摩美術大学中退　日本生命相互会社入社
- 日本ビデオ学院に通いながらTVドラマのカメラマンアシスタントとして修行
- 1984年 テレビCM SONYウｵークマン、maxell、TVドラマ「金曜女のドラマスペシャル」等カメラマン担当
- 1988年 TVドラマ「月曜・女のサスペンス」等カメラマン担当
- 2004年 アタッカーズ「ITの悲劇」でドラマAV監督デビュー
- 2014年 なぎら塾設立
- 2017年 ドラマAVメーカーNAGIRA設立

## 受賞
- 2005年 MOODYZ年末大感謝祭2005 アタッカーズ大賞『奴隷島』(出演:姫咲しゅり、水咲涼子、風間恭子)[5]
- 2006年 MOODYZ年末大感謝祭2006 監督賞 第4位。
- 2006年 DMM BRAND COLLECTION 2006 監督賞
- 2007年 DMM VEGAS NIGHT 2007 監督賞
- 2008年 MOODYZ年末大感謝祭2008 監督賞 第6位。

## 主な作品
- 2005年〜2010年「奴隷島」
- 2005年〜「夫の目の前で犯されて」
- 2009年〜「あなた許して…」
- 2012年〜「侵入者」
- 2017年〜「待ちきれなくて」
- 2018年〜「新・侵入者」

## その他
- なぎら塾出身の監督には、貞邪我、さだおかさだお、肉尊、一磨、KIN、犬神涼などがいる。
- 一般作品「スマート・セックス・ライフ」＜セックスレス解消の近道＞東スポ掲載記事[4]